# 聖痕のクェイサーラジオ
『聖痕のクェイサーラジオ』（せいこんのクェイサーラジオ）は、テレビアニメ『聖痕のクェイサー』シリーズのプロモーションのためのインターネットラジオ番組である。
この記事では、アニメ第1期に合わせた『聖痕のクェイサーラジオ! 〜ミハイロフ学園放送部〜』と第2期『聖痕のクェイサーII』に合わせた『聖痕のクェイサーラジオ2 〜翠玲学園放送部〜』（せいこんのクェイサーラジオ ツー すいれいがくえんほうそうぶ）、および前者のラジオCDである『聖痕のクェイサーラジオ! 〜ミハイロフ学園放送部〜 ラジオCD』を併せて説明する。

## 聖痕のクェイサーラジオ! 〜ミハイロフ学園放送部〜
2010年1月から6月のアニメ第1期放送に合わせ、2009年12月4日から2010年6月18日に全21回が配信された。また、2010年3月24日と7月21日にラジオCDが2枚発売された（後述）。

### 配信1
- ランティスウェブラジオ - 金曜日更新。最新号を含め4回分聴取可。
  - 隔週金曜日更新（2009年12月04日 – 2010年02月05日、第01回 – 第05回、ただし2010年1月1日は休止で3週間隔）。
  - 毎週金曜日更新（2010年02月12日 – 2010年05月07日、第06回 – 第18回）。
  - 隔週金曜日更新（2010年05月21日 – 2010年06月18日、第19回 – 第21回）。
- アニメワン - ランティスウェブラジオと同日更新。最新号を含め4回分聴取可。
- 音泉 - ランティスウェブラジオと同日更新。

第18回（2010年5月7日）の次回の第19回は本来、翌週の14日更新予定だったが、直前に急遽5月21日更新に変更になった。

### パーソナリティ1
- 豊崎愛生（山辺燈役）
- 日笠陽子（桂木華役）

### コーナー1
- ふつおたのコーナー
- オリジナルクエーサーでいこう!
- トモ ハナ! バトルチャレンジ委員会!
- 今週の懺悔お祈り部屋

### ゲスト1
- 2010年01月22日（第04回） 飛蘭（前期OP「Errand」）
- 2010年02月05日（第05回） 茅原実里（テレサ・ベリア役）
- 2010年04月16日（第15回） 妖精帝國（後期OP「Baptize」）
- 2010年04月30日（第17回） 川澄綾子（辻堂美由梨役）

## 聖痕のクェイサーラジオ2 〜翠玲学園放送部〜
2011年4月からのアニメ第2期放送に合わせ、2011年4月8日から2011年7月22日まで配信された。全14回。ただしそれに先立つ4月6日発売のOVA『聖痕のクェイサー 女帝の肖像 ディレクターズカット版』（2009年10月20日発売の単行本同梱OVAの別パッケージ）にラジオCD「翼とあやめの放送前夜!」（「第0回」とも）が同梱された。
番組ロゴはアニメ『聖痕のクェイサーII』のロゴを流用しているため『聖痕のクェイサーラジオII 〜翠玲学園放送部〜』となっている。

### 配信2
- ランティスウェブラジオ - 毎週金曜日更新。
- アニメワン - ランティスウェブラジオと同日更新。最新号を含め4回分聴取可。
- 音泉 - ランティスウェブラジオと同日更新。バックナンバーなし。

### パーソナリティ2
- 南條愛乃（天乃翼役）
- 巽悠衣子（皐月あやめ役）

### コーナー2
- ふつおたのコーナー
- あなたの脳ミソ 教えてチャン。
- 電脳空間 ～ティル ナ ノーグ～ へ ようこそ!
- 今週の懺悔お祈り部屋

### ゲスト2
- 2011年04月22日（第03回） 飛蘭（OP「螺旋、或いは聖なる欲望。」）
- 2011年05月06日,05月13日（第05,06回） 櫻井浩美（瀬田深雪役）
- 2011年06月03日（第09回） 三瓶由布子（サーシャ役）
- 2011年06月17日（第11回） 明坂聡美（椎崎るる役）
- 2011年07月08日（第13回） Jenya（ロシア語指導）

## 聖痕のクェイサーラジオ! 〜ミハイロフ学園放送部〜 ラジオCD
『聖痕のクェイサーラジオ! 〜ミハイロフ学園放送部〜』のCDスペシャル版。パーソナリティは配信本編と同じく豊崎愛生と日笠陽子。
2010年6月18日の配信最終回と前後して、3月24日と7月21日に「トモハナ☆ハラShowタイム!」と「THE END OF ハラShowタイム!!」の2点がリリースされた。
収録されている音源はラジオ本編ではなく、このCDのための録り下ろしである。コーナー名に「『聖痕のクェイサー』には関係なく」とある通り、アニメ本編とは関係ないお遊び的な内容になっている

### トモハナ☆ハラShowタイム!

#### ゲスト
- 藤村歩（織部まふゆ役）

#### 収録内容
1. オープニング [7:44]
2. メール感謝祭 [6:22]
3. ゲスト：藤村歩　登場! [14:55]
4. 聖痕のクェイサーには関係なく、ものまね大会〜! [10:33]
5. 聖痕のクェイサーには関係なく、おもしろシリトリ大会〜! [6:10]
6. 聖痕のクェイサーには関係なく、おもしろ　あいうえお作文大会〜! [8:42]
7. エンディング [2:36]
8. やっぱりあった!懺悔お祈り部屋 [9:54]

### THE END OF ハラShowタイム!!

#### ゲスト
- 三瓶由布子（サーシャ役）

#### 収録内容
1. オープニング [3:38]
2. ゲスト：三瓶由布子　登場! [26:39]
3. クェラジ的!合わせま SHOW TIME! [9:25]
4. クェラジ的!インスピレーションクイズ ボケま SHOW TIME [4:42]
5. クェラジ的!ロシアン○○焼きま SHOW TIME! [7:50]
6. エンディング [3:31]
7. 聖痕のクェイサーには関係なく、おもしろ　あいうえお作文大会〜! [8:42]
8. エンディング [2:36]
9. クェラジ打ち上げ [15:04]